# 梅爾加蘇 (葡萄牙)
42°6′N 8°15′W / 42.100°N 8.250°W
梅爾加蘇（葡萄牙語：Melgaço），是葡萄牙的城鎮，位於該國北部，由維亞納堡區負責管轄，始建於1181年，面積238.25平方公里，2011年人口9,213，人口密度每平方公里38.67人。

## 友好城市
- 法國 拉沃拉内